# Ditfurt
Ditfurt település Németországban, azon belül Szász-Anhalt tartományban. Lakosainak száma 1432 fő (2023. december 31.). Ditfurt Wegeleben, Hedersleben és Quedlinburg községekkel határos.

## Népesség
A település népességének változása:
| Lakosok száma | 1492 | 1505 | 1470 | 1463 | 1432 |
|               | 2017 | 2019 | 2021 | 2022 | 2023 |